# ピンクパンサー3
ピンクパンサー3は、1999年に山佐から発売されたパチスロ機。

## 特徴
- 山佐初の、そして4号機唯一のCT機[1]である。前作『ピンクパンサー』と同じく同名のキャラクターと音楽を採用した機種である。
- 他のCT機に比べるとCTの継続ゲーム数が60ゲームと短めだが、大当り確率は設定1で260分の1、設定6は148分の1と高目に設定されている[2]。

### チャレンジタイム
- CTはビッグボーナス後2分の1で突入する（全設定共通）。最大60ゲーム継続し、獲得枚数が200枚を越えるかビッグボーナス成立で終了。無制御リールは第1停止と第3停止の2つ。
- レギュラーボーナスはない。CT機のためビッグボーナスはBタイプで獲得枚数は260枚程度。
- ボーナスを揃えた時点でCT突入か否かを示唆する「CTセンサー」が作動する。これは『ピカ吾郎』の告知のように12連LEDの演出がおこる。揃えたボーナス図柄によって意味が変わるのが特徴。

赤7の3つ揃いの場合は3つの光の内、左の数字が期待度の目安となる。
青7の3つ揃いの場合は5-6-7や9-10-11のように左の数字が奇数ならばCT突入の大チャンスとなる。10以外に、3-4-5か7-8-9で停止してもCT確定。
赤7-赤7-赤ダイヤの場合は赤7揃いと基本は同じだが、ハイ&ローセンサーやハイパーセンサーが起こりやすく、CT抽選の合否がより事前に判明しやすい。
- ビッグボーナスを消化するとCTジャッジとなる。これは『ビッグウエーブ』のように12連LEDが1から光っていき、最終的に10以上で停止すればCT突入。9以下だとCT落選となり、通常ゲームに移行する。CT確定のプレミアムチェックが発生することがある。
- CT中は基本的にダイヤを狙って枚数を稼ぐ。左リールにはダイヤを狙う（チェリー付き7の上下にダイヤが配置されているので比較的狙いやすい）。中リールは制御でダイヤがテンパイする。右リールは赤ダイヤを目押しする。ダイヤ-ダイヤ-赤ダイヤで15枚獲得。目押しミスでも赤ダイヤの上下にはダイヤがあるためダイヤの3つ揃いで10枚獲得できる。また、変則打ちによって引き込む小役が変化する[6]。

## その他
- ボーナス確率の高さとCT最大継続ゲームが短めで（現状維持ゲーム数が抑えられることから）中だるみしないなどの要素で、ある程度の目押しレベルを持つプレイヤーからはおおむね高評価を受けたものの、CT中に要求される目押し難度が低いとはいえず、一般的な支持は得られなかった。そして同時期に設置が開始された「アステカ（エレコ）」の大ヒットの陰に隠れる形となり、徐々に姿を消していった。
- 通常時は演出などなくリーチ目でボーナスを察知するタイプ。
- 権利の問題で山佐のホームページの機種紹介には前作同様パネルや配列などは掲載されていない。